# کنراد لورنتس
کنراد لورنتس (انگلیسی: Konrad Lorenz؛ زاده ۷ نوامبر ۱۹۰۳ – درگذشته ۲۷ فوریه ۱۹۸۹) یک از مشهورترین جانورشناسان جهان و دانشمند برنده نوبل فیزیولوژی و پزشکی اهل اتریش بود. در اواخر سال ۲۰۱۵، یکی از دانشگاه‌های معتبر اتریش دکترای افتخاری خود را که به وی تقدیم کرده بود، به دلیل همکاری اش با نازی‌ها پس گرفت.

## آثار
- کتاب انگشتر حضرت سلیمان: نگاهی نو به رفتار جانوران (۱۹۴۹)، (عنوان انگلیسی: King Solomon's Ring: New Light on Animal Ways) ترجمه هوشنگ دولت‌آبادی، نشر ماهی
- درباره پرخاشگری (۱۹۶۶)
- هشت گناه بزرگ انسان متمدن (۱۹۷۴) با ترجمه محمود بهزاد و فرامرز بهزاد, ناشر: کتاب زمان